# Kosmodrom Kagošima

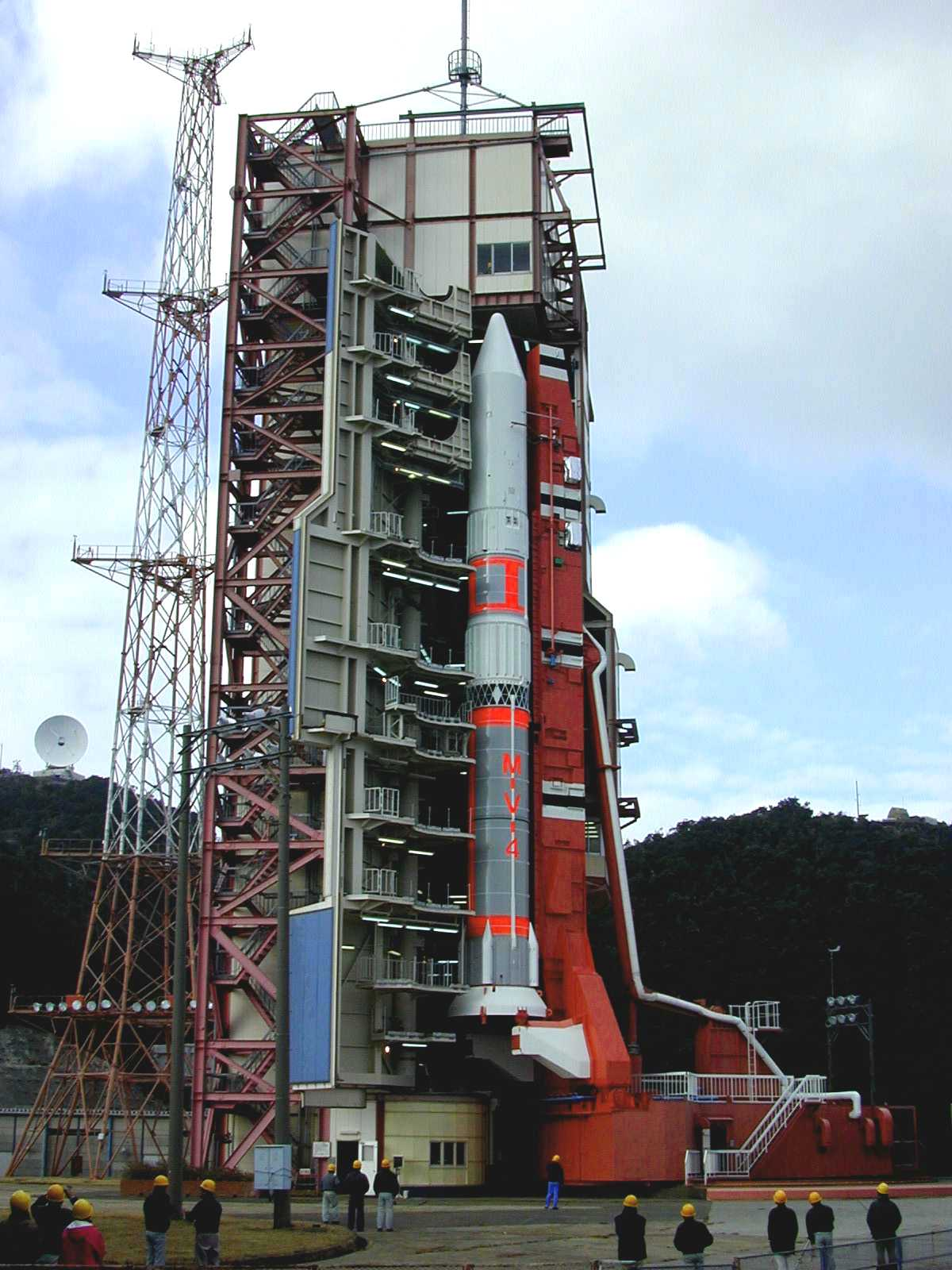
Start japonské rakety M-5 se satelitem Astro-E

Kosmodrom Kagošima Učú Sentá (jap. 鹿児島 宇宙 センター Kagošima Učú Sentá nebo přesněji 内之浦 宇宙 空間 観測所 Učinoura Učú Kúkan Kansokušo) je první japonský kosmodrom (symbol KS).

## Zrod
První z japonských kosmodromů se začal stavět v dubnu 1961 na popud Ústavu kosmických a leteckých věd ISAS při Tokijské univerzitě. Místo pro něj bylo zvoleno v prefektuře Kagošima na jižním cípu ostrova Kjúšú, poloostrov Ósumi, poblíž městečka Učinoura (proto je občas užíván alternativní název Učinoura Učú Sentá), na mořském břehu. Oficiálně byl otevřen 9. prosince 1963.

## Využití
Odstartovala odtud řada malých sondážních raket a došlo zde ke startu vůbec první japonské umělé družice Ósumi o váze 23 kg. Na orbitální dráhu kolem Země ji 11. února 1970 vynesla raketa Lambda-4S-5. Startovala odtud také řada raket třídy M. Střelecký sektor je orientován nad hladinu Tichého oceánu jihovýchodním směrem. Střediska, která dráhy družic sledují, jsou umístěna na vrcholcích okolních hor.

## Omezení
Hluk vyvolávaný startujícími raketami vzbuzoval často protesty obyvatel poměrně hustě osídleného kraje. To bylo jedním z důvodů, proč japonská kosmická organizace JAXA (Japan Aerospace Exploration Agency) začala o pár let později budovat nové Kosmické centrum Tanegašima. Na zdejším kosmodromu byl provoz omezen na menší, sondážní rakety. Nicméně v roce 2003 odtud startovala raketa M-5 s planetární sondou Hayabusa a v roce 2006 odtud startovalo dalších šest družic.